# 劇場版 假面騎士EX-AID True·Ending
《劇場版 假面騎士EX-AID True・Ending》（日语：劇場版 仮面ライダーエグゼイド トゥルー・エンディング），是日本特攝節目《假面騎士EX-AID》的獨立劇場版。日本地區於2017年8月5日上映。
此外《超級戰隊系列》的作品《宇宙戰隊九連者》劇場版《宇宙戰隊九連者 THE MOVIE Goes Indaver的逆襲》亦同步上映。

## 本作特色
- 本作將與Playstation VR進行連動。
- 本作劇場版為《假面騎士EX-AID》的真結局。
- 本作的部份主要角色會因劇情而擁有不同身份。
- 預告中顯示劇中檀黎斗駕駛的車[1]其車牌號為『し9610』，正巧是檀黎斗於本篇中其中之一的自稱「檀黎斗神」的諧音。
- 本作中反派角色「南雲影成 / 假面騎士風魔」由知名歌手兼演員同時也是知名雙人組合化學超男子成員的堂珍嘉邦飾演。
- 本作繼《假面騎士×假面騎士 W & Decade MOVIE大戰2010》《假面騎士×假面騎士 OOO & W feat. Skull MOVIE大戰 Core》《劇場版 假面騎士Ghost 100個眼魂與Ghost命運的瞬間》後再次出現於劇場版登場身份為父親類型的騎士。
- 本作繼《劇場版 假面騎士劍 MISSING ACE》後，再次出現將故事內容接在TV本篇結束後的獨立劇場版作品。
- 本作繼《劇場版 假面騎士電王 老子我，誕生！》及《劇場版 假面騎士鎧武 足球大決戰！黃金果實爭奪杯！》後，再次出現劇場版相關的主要角色先行於TV本篇登場。
- 本作首次出現於劇場版改邪歸正的反派假面騎士。
- 本作亦邀清到長年在一線活躍的歌手兼演員Bro.TOM擔當本作中重要角色，亦同時原早安少女組。成員的藤本美貴及AKB48的Team 8成員倉野尾成美參與本作演出。
- 下一部系列作《假面騎士Build》的主角假面騎士Build與其兔子坦克及猩猩鑽石形態於本作先行登場。

### 各作品關聯性
- 本作的時間點接在《假面騎士EX-AID》本篇第45話之後[2]，聯動劇場版《假面騎士平成Generations FINAL Build & EX-AID with 傳說騎士》一星期之前。

## 故事概要
解決編年史事件後，永夢等人過回平和的生活。
一天，南雲影成變身成假面騎士風魔率領一眾手下令眾人感染新型崩源體病毒並被關進其建設的VR虛擬世界，其目標實為患上癌症住院的女兒圓香。除了永夢、黎斗及帕拉德外，其餘假面騎士都不敵而被送進VR虛擬世界，眾人唯獨貴利矢和Poppypipopapo清醒。
永夢決定用黎斗發明的新型裝置「幻夢VR」進入虛擬世界拯救眾人。惟圓香不肯離開虛擬世界，Machina Vision社長強尼的陰謀亦逐漸迫近！

## 用語
幻夢VR
原文： / Genm VR
幻夢集團所開發的VR設備，是本作的關鍵道具，是以PS VR 頭戴式裝置為藍本所設計，主要功用為讓永夢進入機械視覺的VR空間內並可在此空間進行變身。
全力創造者VRX
原文： / Mighty Creator VRX Gashat
由檀黎斗所開發的全新卡帶，稱作是一款在VR空間能創作各類事物的遊戲，主要用於能讓永夢能在VR空間裡面自由活動並通關旋風忍者，本作只在VR空間內使用變成其形態創造者玩家。
旋風忍者
原文： / Hurricane Ninja Gashat
被稱為絕望的卡帶，也是假面騎士風魔的變身專用道具，此外，旋風忍者可以透過騎士NPCNinja-player或變身者攜有的手裏劍所散發的新型Bugster病毒，將感染者的意識送入虛擬現實世界。
雲南試圖通過將感染者的意識傳送到虛擬現實並讓他們扮演虛擬現實賦予他們的角色，並藉此來創造一個虛假的現實世界，在這個世界裡，小圓可以微笑地度過時光。
這款遊戲是從幻夢集團竊取的卡帶藍圖和根據約翰社長取得的Gashacon Bugwiser其中的假面騎士編年史的藍圖與其古納法遺留下來的蓋姆迪烏斯病毒等數據所製作出來的
事實上真正創造這款遊戲的目的是完成假面騎士編年史的"修改工具"，根據假面騎士編年史的遊戲設定所推測，部分遊戲的系統相似也是裡所當然是依照原作一模一樣。

## 登場人物

### 《假面騎士EX-AID》原登場人物
寶生永夢（ほうじょう・えむ）（飯島寛騎飾）
假面騎士EX-AID的變身者。
實習外科醫生，於本作劇場版結局成為正式醫生。
在檀黎斗的幫助下，使用了幻夢集團所開發的VR設備成功進入了VR虛擬空間。
在結尾與帕拉德解決崩源體病毒時，遇上了假面騎士Build，被Build吸走了EX-AID的變身能力。
鏡飛彩（かがみ・ひいろ）（瀨戶利樹飾）
假面騎士Brave的變身者。
因新型病毒的感染，而被送進了VR虛擬空間，在VR虛擬空間裡成為了圓香的父親。
花家大我（はなや・たいが）（松本享恭飾）
假面騎士Snipe的變身者。
因新型病毒的感染，而被送進了VR虛擬空間，在VR虛擬空間裡成為了運動會的裁判。
檀黎斗（だん・くろと）（岩永徹也飾）
假面騎士Genm的變身者。
因新型病毒的擴散，與九条貴利矢一同找上了小星作。
假野明日那（かりの・あすな） / Poppypipopapo（ポッピーピポパポ） （松田瑠華飾）
假面騎士Poppy的變身者。
因新型病毒的感染，而被送進了VR虛擬空間，在VR虛擬空間與九条貴利矢是眾人當中唯二兩個意識清醒的。
九条貴利矢（くじょう・きりや）（小野塚勇人飾）
假面騎士Lazer、假面騎士Lazer Turbo的變身者。
因新型病毒的擴散，與檀黎斗一同找上了小星作。
受到新型病毒的感染，也同樣被送進了VR虛擬空間，在VR虛擬空間與假野明日那/Poppypipopapo是眾人當中唯二兩個意識清醒的。
帕拉德（パラド）（甲斐翔真飾）
假面騎士Para-DX的變身者。
在結尾與永夢解決崩源體病毒時，遇上了假面騎士Build，因永夢的力量被Build吸走，與Build對峙了一番，而被Build擊敗，追隨了假面騎士Build到了有著天空之壁的世界
西馬妮可（さいば・にこ) (黑崎莉奈飾)
因新型病毒的感染，而被送進了VR虛擬空間，在VR虛擬空間裡成為了運動會裡一同比賽的選手。
小星作（こぼし・つくる）（宇野祥平飾)
於本篇最終回成為了幻夢集團第五任社長。
在本作中因新型病毒的擴散，而被檀黎斗與九条貴利矢兩人獨自找上。

### 本作登場人物
南雲影成（なぐも・かげなり）（堂珍嘉邦飾）
假面騎士風魔的變身者。
星圓的父親及星朱美的丈夫，外資系遊戲公司『機器視覺（マキナビジョン，Machina Vision）』的幹部成員。
打算將人類的意識永久封閉在虛擬世界內，並為了將虛擬世界塑造成「永遠的天國」而對現實世界進行破壞，事实上是为了弥补對女儿星圆的关心而这么做的。
在被假面騎士Snipe和Lazer Turbo打敗後，又被永梦责骂一番，而恍然大悟，後和妻儿恢复了以往的生活。
星圓（ほし・まどか）（森山乃繪留飾）
入住聖都大學附屬醫院的7歲女童患者，患有全國相當少見的病症，但因此被她父親南雲影成選上成為實現其計畫的一員。
強尼・馬克希瑪（ジョニー・マキシマ）（Bro.TOM飾）
蓋姆迪烏斯機器、超蓋姆迪烏斯機器的變身者。
外資系遊戲公司『機器視覺（マキナビジョン，Machina Vision）』的社長，喜歡日本的文化尤其是忍者，同時也是蓋姆迪烏斯機器崩源體的變身者。
於《假面騎士EX-AID》本篇第41話先行登場，因檀正宗只想推廣「假面騎士編年史」的市場而沒意願合作開發結合兩家技術的全新遊戲下撤除合作意願，後在眾人對戰檀正宗的現場中取走被擊敗的古納法所遺落的Gashacon Bugwiser。
於本作變身成蓋姆迪烏斯機器，但最後仍被假面騎士EX-AID 無敵玩家擊倒。
星朱美（ほし・あけみ）（藤本美貴飾）
星圓的母親，獨自一人養育幼小的小圓。
女高中生（女子高生） （倉野尾成美飾）
因幫助感染新型病毒的患者，卻導致自身也受到感染的女高中生。

### 《假面騎士Build》
葛城巧（ かつらぎ・たくみ）(犬飼貴丈聲演)
假面騎士Build的變身者。
吸收了永夢的變身能力，與帕拉德對峙了一番。

## 本作限定登場假面騎士/形態

### 假面騎士EX-AID
變身者：寶生永夢 （替身演員：高岩成二、CV：飯島寛騎） 
原文： / Kamen Rider Ex-Aid

#### 變身模式
| 形態名稱                 | 簡介 | 外觀                         | 能力 | 必殺技 |
| Creator Gamer 創造者玩家 | 原文： 使用「Mighty Creator VRX」卡帶狀態時變身的最強形態之一 身高：205cm 體重：101kg 拳擊力：99.9t 踢擊力：99.9t 跳躍力：99.9m 行動速度：100m /0.99秒 | 全身以粉紅色、白色和黑色為主 | 以卡帶本身作為畫筆，在遊戲領域內透過創造之力將所有的攻擊手段（包含武器及攻擊道具等）以虛擬現實化能力重現。創造者玩家型態由於是以永夢自身的創造和想像力化為作戰能力為主，因此在能力方面可比擬無敵玩家甚至擁有超越其之上的實力 | Mighty Critical Strike 原文： 該型態的必殺技。先用創造之力製造一個火箭，並將卡帶插入必殺技槽時會自動生出無數個追蹤火箭，施展後無數火箭會自動追蹤敵人進行無死角強大傷害。 |

### 假面騎士風魔
變身者：南雲影成（替身演員：淺井宏輔、CV：堂珍嘉邦） 
原文： / Kamen Rider Fuma

#### 變身模式
| 形態名稱             | 簡介 | 外觀                         | 能力 | 必殺技 |
| Ninja Gamer 忍者玩家 | 原文： 使用「Hurricane Ninja」卡帶狀態時變身的形態 身高：205cm 體重：99.2kg 拳擊力：76.2t 踢擊力：84.5t 跳躍力：72m 行動速度：100m /1.3秒 | 全身以深藍色、白色和黑色為主 | 變身時卡帶數據內自動召喚出複數的忍者玩家,以利用雙手所持有的小太刀進行快速攻擊的近戰型態，另外可透過射出持有的光之手裏劍將新型崩源體病毒感染至人類身上，另外可於VR空間與現實世界間來去自如（透過關卡選擇）。 | Hurricane Critical Strike 原文： 該型態的必殺技。將雙手的小太刀在手上進行無數次旋轉後形成兩個巨大暴風攻擊對手。 |

### 忍者玩家
變身者：無 
原文： / Ninja-Player

#### 變身模式
| 形態名稱              | 簡介                                                                                           | 外觀                              | 能力 | 必殺技 |
| Ninja-Player 忍者玩家 | 原文： 身高：199.6cm 體重：97.1kg 拳擊力：61.7t 踢擊力：71.6t 跳躍力：57m 行動速度：100m/2.2秒 | 與假面騎士風魔 忍者玩家的配色相同 | 為假面騎士風魔的配屬複數戰鬥員，本身是（旋風忍者卡帶）的複數數據型存在無個人意識全聽假面騎士風魔指揮，與假面騎士風魔同樣能透過使用光之手裏劍將新型崩源體病毒感染至人體上，以高速移動以及分身攻擊為主 |        |

## 登場怪人 / 敵對角色
蓋姆迪烏斯機器
原文： / Gamedeus Machina
CV：Bro.TOM
範本資料原處：『Kamen Rider Chronicle』
人類身份：強尼・馬克希瑪
超蓋姆迪烏斯機器被抑制力量時的弱化型態，擁有將現實世界的物質完全轉化成遊戲領域的特殊能力並轉化後慢慢消滅。
- 超蓋姆迪烏斯機器

原文： / Super Gamedeus Machina
CV：Bro.TOM
強尼・馬克希瑪被南雲影成注入新型病毒後適應遊戲病並吸收VR空間的過關資料下所變成的型態，擁有可以持續擴散將世界變化成遊戲領域的能力。

## 本作登場騎士卡帶（Rider Gashat）
| 英文名稱           | 日文名稱 | 中文名稱      | 遊戲類型      | 玩家   | 對應等級     | 備註 |
| ------------------ | -------- | ------------- | ------------- | ------ | ------------ | --- |
| Mighty Creator VRX |          | 全力創造者VRX | 虛擬實境 遊戲 | EX-AID | 超越等級概念 | 變身形態 創造者玩家。 開啟時音效為「Tenchi Souzou no Chikara!Getto Meiku!Mirai no Gamer!Mighty Creator VRX!!」 （日文原文」，中文意思「天地創造之力！開始製作！未來的玩家！全力創造者VRX！」）。         |
| Hurricane Ninja    |          | 旋風忍者      | 忍者遊戲      | 風魔   | 不明         | 變身成為 忍者玩家。 開啟時音效為「Maki Maki! Tatsumaki! Hurricane Ninja!」 （日文原文」，中文意思「卷卷！龍卷！旋風忍者！」）。 本身數據內具有自我召喚忍者玩家（Level 50）並聽從該卡帶持有者的所有指示。 |

## 樂曲

### 主題曲
「Life is Beautiful」
- 演唱：三浦大知
- 作詞：岡嶋可奈多
- 作曲：三浦大知、岡嶋可奈多、UTA
- 編曲：UTA

## 製作人員
- 原作 - 石之森章太郎
- 導演 - 中澤祥次郎
- 劇本 - 高橋悠也
- 發行 - 東映
- 製作單位 - 「EX-AID・九連者」製作委員會

## 外部連結
- 官方網站 （页面存档备份，存于）（日語）